# Agustin Anello
Agustin Anello (Hialeah, 22 aprile 2002) è un calciatore statunitense, attaccante del Boston River.

## Biografia
Anello è nato a Hialeah da genitori argentini, prima di spostarsi a Barcellona a 10 anni. Anche suo zio, Eliezer Anello, è stato un calciatore professionista. È in possesso della cittadinanza italiana.

## Carriera
Anello si è formato calcisticamente con Cornellà ed Espanyol, prima di unirsi ai belgi del Lommel nel 2019. Nel settembre 2021 ha firmato il suo primo contratto professionistico con il club. Nel febbraio 2023 è stato prestato con diritto di riscatto all'Hajduk Spalato fino al termine della stagione.
Il 2 luglio 2023 ha firmato un contratto di tre anni con opzione per un quarto con lo Sparta Rotterdam.

## Statistiche

### Presenze e reti nei club
Statistiche aggiornate al 22 ottobre 2023.
| Stagione        | Squadra          | Campionato      | Campionato | Campionato | Coppe nazionali | Coppe nazionali | Coppe nazionali | Coppe continentali | Coppe continentali | Coppe continentali | Altre coppe | Altre coppe | Altre coppe | Totale | Totale | Totale |
| Stagione        | Squadra          | Comp            | Pres       | Reti       | Comp            | Pres            | Reti            | Comp               | Pres               | Reti               | Comp        | Pres        | Reti        | Pres   | Reti   |        |
| --------------- | ---------------- | --------------- | ---------- | ---------- | --------------- | --------------- | --------------- | ------------------ | ------------------ | ------------------ | ----------- | ----------- | ----------- | ------ | ------ | ------ |
| 2021-2022       | Lommel           | 2D              | 20         | 1          | CB              | 3               | 0               |                    | -                  | -                  |             | -           | -           | 23     | 1      |        |
| 2022-2023       | Lommel           | 2D              | 18         | 6          | CB              | 1               | 0               |                    | -                  | -                  |             | -           | -           | 19     | 6      |        |
| 2022-2023       | Hajduk Spalato   | HNL             | 11         | 0          | CC              | 2               | 0               |                    | -                  | -                  |             | -           | -           | 13     | 0      |        |
| 2023-2024       | Sparta Rotterdam | ED              | 6          | 0          | CO              | 0               | 0               |                    | -                  | -                  |             | -           | -           | 6      | 0      |        |
| Totale carriera | Totale carriera  | Totale carriera | 55         | 7          |                 | 6               | 0               |                    | -                  | -                  |             | -           | -           | 61     | 7      |        |

## Palmarès

### Club

#### Competizioni nazionali
- Coppa di Croazia: 1

Hajduk Spalato: 2022-2023